# Zone industrielle de Nomayos
La zone industrielle de Nomayos est un projet industriel du Cameroun situé dans le sud de la région du Centre, sur la commune de Mbankomo (département du Méfou-et-Akono). On y trouve plusieurs industries et sociétés de cimenterie, d'essences, d’agroalimentaire, de commerce et de distribution.

## Description
La zone est en projet et s'étend sur 201 hectares (ha) au sein de l'arrondissement de Mbankomo du département du Méfou-et-Akono dans la région du Centre au Cameroun. Elle possède une entreprise de cimenterie.

## Gestion
| \| 500 km1:18 610 000 \| Yaoundé (114 ha) Bassa(150 ha) Ngaoundéré (115 ha) Djamboutou (90 ha) Bamenda (44 ha) Ombé (17 ha) Koumé (105 ha) Mandjou (120 ha) Bonabéri (192 ha) Bafoussam (28 ha) Kribi (3000 ha) Yassa (400 ha) Dibombari (300 ha) Nomayos (201 ha) Meyomessala (100 ha) |
| 500 km1:18 610 000 |

| 500 km1:18 610 000 |

| Zones industrielles existantes |
| Zones industrielles en projet  |
| (192 ha) Taille (en hectares)  |

La gestion de la zone industrielle de Nomayos est assurée par la Mission de développement et d’aménagement des zones industrielles (Magzi) sous-tutelle du Ministère des Mines, de l’Industrie et du Développement Technologique.

## Transports
Elle dessert les voies terrestres.[pas clair]